# Mercedes AMG F1 W08 EQ Power+
El Mercedes AMG F1 W08 EQ Power+ fue un monoplaza de Fórmula 1 diseñado por Mercedes AMG Petronas Motorsport para competir en la Temporada 2017 de Fórmula 1. La unidad de potencia, el sistema de transmisión de ocho velocidades y el sistema de recuperación de energía son de Mercedes. El coche es conducido por el británico Lewis Hamilton y el finlandés Valtteri Bottas, que sustituye al campeón del año pasado, el retirado Nico Rosberg.

## Presentación
El F1 W08 se mostró en un evento online por primera vez el 23 de febrero de 2017. Esta vez el color turquesa está trazado como trazos de pincel. Los patrocinadores son Petronas, Epson, Qualcomm y Wihuri.

## Resultados
(Clave) (negrita indica pole position) (cursiva indica vuelta rápida)
| Año  | Motor                                  | Neu. | N.º | Pilotos         | 1   | 3   | 2   | 4   | 5   | 6   | 7   | 8   | 9   | 10  | 11  | 12  | 13  | 14  | 15  | 16  | 17  | 18  | 19  | 20  | Puntos | Pos. |
| ---- | -------------------------------------- | ---- | --- | --------------- | --- | --- | --- | --- | --- | --- | --- | --- | --- | --- | --- | --- | --- | --- | --- | --- | --- | --- | --- | --- | ------ | ---- |
| 2017 | Mercedes-AMG F1 M08 EQ Power+ V6 Turbo | P    |     |                 | AUS | CHN | BHR | RUS | ESP | MON | CAN | AZE | AUT | GBR | HUN | BEL | ITA | SIN | MYS | JPN | USA | MEX | BRA | ABU | 668    | 1º   |
| 2017 | Mercedes-AMG F1 M08 EQ Power+ V6 Turbo | P    | 44  | Lewis Hamilton  | 2   | 1   | 2   | 4   | 1   | 7   | 1   | 5   | 4   | 1   | 4   | 1   | 1   | 1   | 2   | 1   | 1   | 9   | 4   | 2   | 668    | 1º   |
| 2017 | Mercedes-AMG F1 M08 EQ Power+ V6 Turbo | P    | 77  | Valtteri Bottas | 3   | 6   | 3   | 1   | Ret | 4   | 2   | 2   | 1   | 2   | 3   | 5   | 2   | 3   | 5   | 4   | 5   | 2   | 2   | 1   | 668    | 1º   |